# 波特兰坊
波特兰坊（英語：Portland Place），是英國伦敦西敏市马里波恩区的一条街道。

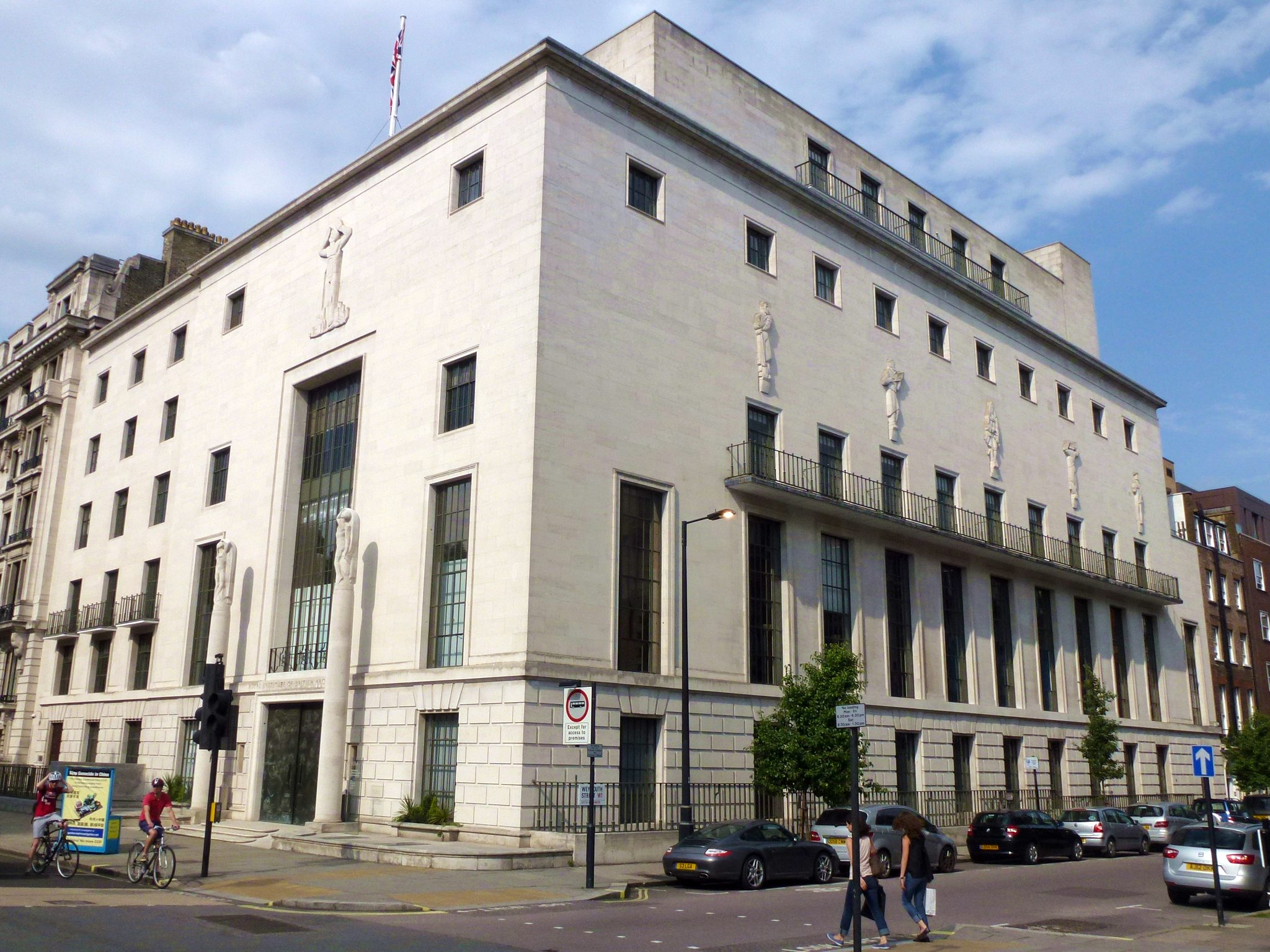
英国皇家建筑师协会

波特兰坊沿街有许多外交机构，包括中国驻英国大使馆、波兰驻英国大使馆、瑞典大使官邸、葡萄牙领事馆和哥伦比亚领事馆。其他著名建筑包括波特兰坊66号英国皇家建筑师协会；1号、41号英国医学科学院；76号英国物理学会。后者也是小说《三十九级台阶》（The Thirty-Nine Steps）中理查·汉内的伦敦住所。
波特兰坊北端是优雅的新月公园，邻近摄政公园。波特兰坊南端与朗豪坊交界有两座地标建筑，维多利亚风格的朗廷酒店，和BBC广播大楼。
波特兰坊南端BBC广播大楼对面是II级登录建筑昆汀与爱丽丝·霍格纪念碑。